# نیکیتا نوگورنی
نیکیتا نوگورنی (روسی: Никита Владимирович Нагорный؛ زادهٔ ۱۲ فوریهٔ ۱۹۹۷) ژیمناست هنری اهل روسیه است.